# Family Force 5
Family Force 5 (oft nur als FF5 abgekürzt, früher bekannt als The Phamily oder The Brothers) ist eine Crunkrockband aus Atlanta, Georgia. Einem Interview zufolge sagte Derek Mount “There is a major revolution taking place in this thing that we call ‘Christian music’, and Family Force 5 is honored to be a part of it.”

## Stil
Family Force 5 benutzt Elemente aus Rap, Post-Hardcore, Alternative Rock, Punkrock und Crunk, manchmal sogar einen Nu-Metal-Sound.
Die Band bezeichnet ihren eigenen Stil als "Crunk Rock". Die meisten Songs besitzen eine harte Benutzung von Synthesizern und einfache Power Chords.

## Diskografie

### Alben und EPs
| Titel                                                  | Jahr |
| ------------------------------------------------------ | ---- |
| The Phamily EP                                         | 2004 |
| Family Force 5 EP                                      | 2005 |
| Business Up Front / Party in the Back                  | 2006 |
| Business Up Front / Party In The Back: Diamond Edition | 2007 |
| Blingin’ Blogs, Vol. 1                                 | 2008 |
| Dance or Die EP                                        | 2008 |
| Dance or Die                                           | 2008 |
| Keep the Party Alive EP                                | 2009 |
| Christmas Pageant                                      | 2009 |
| III                                                    | 2011 |
| Time Stands Still                                      | 2014 |

### Singles
| Titel             | Album                                                | Jahr |
| ----------------- | ---------------------------------------------------- | ---- |
| Kountry Gentleman | Business Up Front/Party in the Back                  | 2005 |
| Replace Me        | Business Up Front/Party in the Back                  | 2006 |
| Luv Addict        | Business Up Front/Party in the Back                  | 2006 |
| Never Let Me Go   | Business Up Front/Party In The Back: Diamond Edition | 2007 |
| Fever             | Dance or Die EP                                      | 2008 |
| Radiator          | Dance or Die                                         | 2008 |
| D-I-E4Y-O-U       | Dance or Die                                         | 2008 |
| How In the World  | Dance or Die                                         | 2008 |